# 聖派屈克區 (聖文森及格瑞那丁)
聖派屈克區（英語：Saint Patrick Parish）是聖文森及格瑞那丁的一個行政教區，首府在巴羅列。聖派屈克區面積37 km²，人口在2000年約5,800 人。

## 聚居地
以下是位於聖派屈克區的聚居地：
- 巴羅列 (13°14′09″N 61°16′19″W / 13.23583°N 61.27194°W)[2]
- Hermitage (13°14′N 61°13′W / 13.233°N 61.217°W)
- 拉尤 (13°12′12″N 61°16′07″W / 13.20333°N 61.26861°W)[3]
- Rutland Vale (13°12′N 61°17′W / 13.200°N 61.283°W)
- Spring Village (13°15′N 61°14′W / 13.250°N 61.233°W)

1. ↑  . National Geospatial-Intelligence Agency.   [2 March 2013]. （原始内容存档于2017-03-18）.
2. ↑  . Wikimapia.   [3 March 2013]. （原始内容存档于2019-06-13）.
3. ↑  . Wikimapia.   [3 March 2013]. （原始内容存档于2018-01-16）.